# Barbados na Letnich Igrzyskach Olimpijskich 1984
Barbados na Letnich Igrzyskach Olimpijskich 1984 reprezentowało 16 sportowców – 13 mężczyzn i 3 kobiety. Chorążym reprezentacji był Charles Pile.

## Skład kadry

### Boks
Mężczyźni
- Ed Pollard
  - waga piórkowa – 17. miejsce

- Edward Neblett
  - waga średnia – 17. miejsce

### Kolarstwo
Kolarstwo torowe
Mężczyźni
- Charles Pile
  - Sprint – odpadł w 3 rundzie eliminacji
  - 1000 m ze startu zatrzymanego – 19. miejsce

### Lekkoatletyka
Mężczyźni
- Anthony Jones
  - Bieg na 100 m (odpadł w 2 rundzie eliminacji)
  - Bieg na 200 m (odpadł w 1 rundzie eliminacji)

- Elvis Forde
  - Bieg na 400 m (odpadł w 1 rundzie eliminacji)

- David Peltier
  - Bieg na 400 m (odpadł w 1 rundzie eliminacji)

- Richard Louis
  - Bieg na 400 m (odpadł w 2 rundzie eliminacji)

- John Mayers
Hamil Grimes
Clyde Edwards
Anthony Jones
  - Sztafeta 4 × 100 m – 14. miejsce

- Richard Louis
David Peltier
Clyde Edwards
Elvis Forde
  - Sztafeta 4 × 400 m – 6. miejsce

Kobiety
- Carlon Blackman
  - Bieg na 400 m (odpadła w 1 rundzie eliminacji)
  - Bieg na 400 m przez płotki (odpadła w 1 rundzie eliminacji)

### Pływanie
Mężczyźni
- Harry Wozniak
  - 200 m stylem motylkowym – 32. miejsce
  - 200 m stylem zmiennym – 37. miejsce
  - 400 m stylem zmiennym – 19. miejsce

### Pływanie synchroniczne
Kobiety
- Chemene Sinson
  - Solo – 11. miejsce

### Żeglarstwo
Mężczyźni
- Bruce Bayley
Howard Palmer
  - Klasa Star – 19. miejsce